# Bawełna Bt

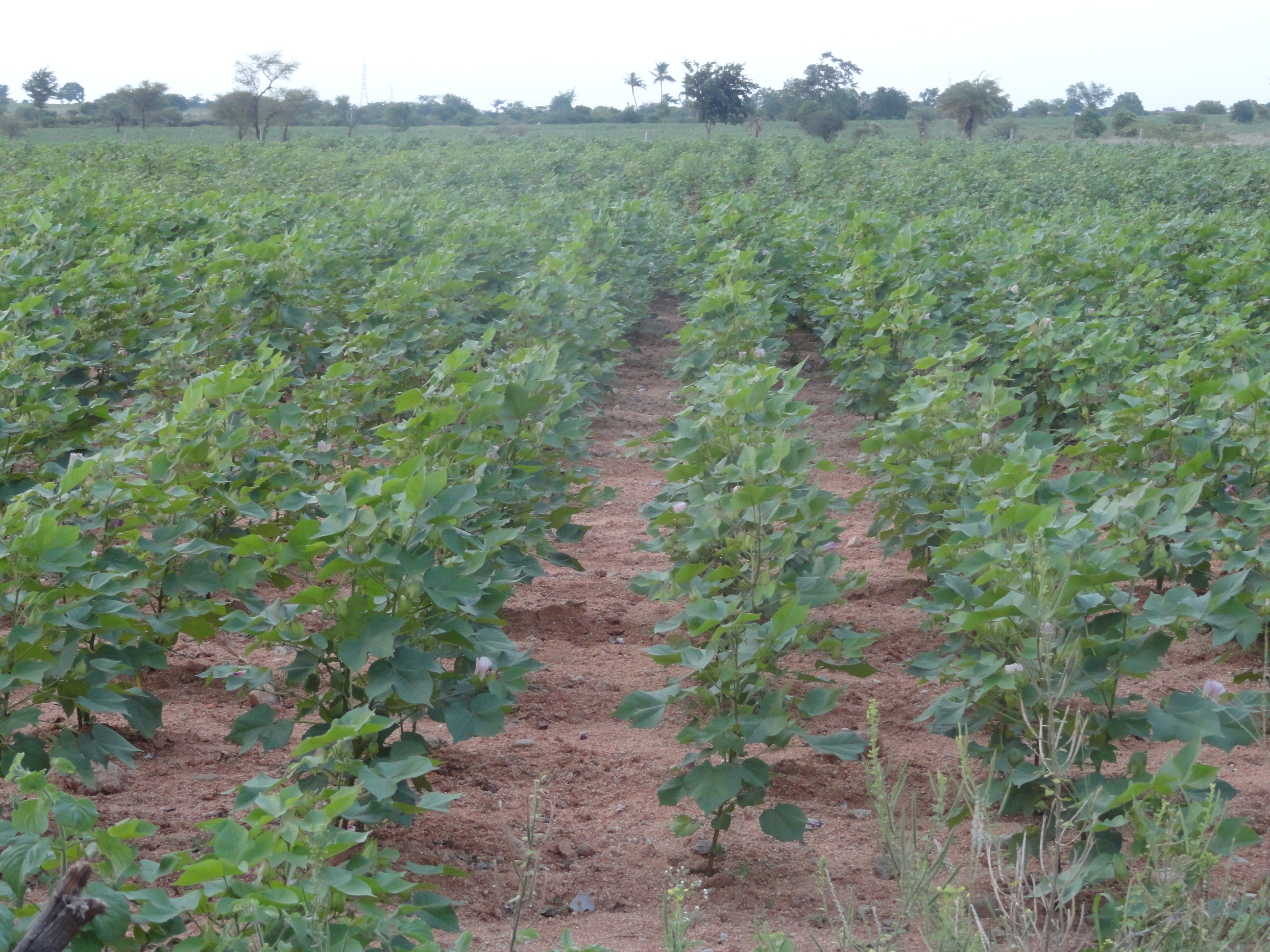
Uprawa bawełny w Nagarjuna Sagar w Indiach

Bawełna Bt – grupa odmian bawełny uzyskanych dzięki metodom inżynierii genetycznej. Uzyskane odmiany zostały wyposażone w dodatkowy gen pochodzący z bakterii Bacillus thuringiensis, kodujący białko toksyczne dla niektórych owadów. Rośliny transgeniczne wytwarzające białko bt nie są niszczone przez szkodniki, co pozwala uzyskać większe plony i zredukować ilość lub zrezygnować ze stosowania pestycydów.

## Skutki ekonomiczne i gospodarcze
W Chinach, gdzie uprawy bawełny Bt szybko się rozprzestrzeniły, stwierdzono wzrost wydajności ponad 4 milionów drobnych gospodarstw. Jednocześnie redukcji uległy koszty ponoszone na zakup pestycydów oraz zmalała liczba zatruć pestycydami wśród rolników. Wzrost plonów zbieranych z hektara upraw doprowadził co prawda do zwiększenia podaży i związanym z tym spadków cen, jednak po 5 latach stosowania upraw transgenicznych nadal stwierdzano wzrost zysków rolników. Po kolejnych 9 latach badania na 1000 losowych gospodarstwach w 5 prowincjach Chin pokazały zwiększenie częstości występowania szkodników wtórnych bawełny, na które nie działa toksyna wytwarzana dzięki dodatkowemu genowi. W związku z koniecznością zwalczania szkodników, takich jak mszyce i przędziorki, zmniejszenie zużycia pestycydów nie było już tak znaczące. W chińskich uprawach pojawił się także problem uzyskiwania oporności na toksynę Cry1Ac przez szkodniki. Konieczne stało się stosowanie strategii ostoi wolnych od transgenicznej bawełny.
W roku 2011 bawełna Bt była uprawiana na 26 mln akrów, co stanowi około 90% powierzchni upraw bawełny w Indiach. Transgeniczną bawełnę uprawia 7 mln rolników.
Dane z lat 2002 i 2008 z Indii pokazują 24% wzrost plonów z ha dla bawełny Bt oraz 50% wzrost zysków drobnych rolników. Zaobserwowano także wzrost wydatków konsumpcyjnych oraz 18% wzrost poziomu życia w gospodarstwach domowych. Bawełna Bt może być przyczyną wzrostu liczby samobójstw wśród rolników w Indiach. Badania pokazują wzrost wskaźników ekonomicznych, jednak lokalnie wzrost zadłużenia związany z koniecznością ponoszenia kosztów zakupu nasion transgenicznej bawełny może prowadzić do samobójstw rolników.

## Wpływ na bioróżnorodność
Zwalczanie szkodników z użyciem insektycydów o szerokim działaniu prowadzi do niszczenia zarówno samych szkodników, jak i stawonogów będących ich naturalnymi wrogami. Dane z lat 1990 2010 zebrane z sześciu prowincji Chin pokazują wyraźny wzrost liczebności drapieżnych stawonogów. Pochodzące z pól bawełny Bt drapieżniki są korzystne dla znajdujących się w pobliżu upraw kukurydzy, orzeszków ziemnych i soi. W Indiach badano także zależności pośrednie. Pożyteczne stawonogi drapieżne i pasożytnicze mogłyby ulegać zatruciu za pośrednictwem mszyc żywiących się transgeniczną bawełną. Nie stwierdzono obecności białka Bt w mszycach. Wyniki wskazują, że bawełna Bt nie stwarza zagrożenia dla zwierząt żywiących się mszycami lub spadzią. Badania przeprowadzone w kilku krajach nie wykazały różnic w liczebności zwierząt niebędących szkodnikami pomiędzy polami bawełny Bt i polami z bawełną niemodyfikowaną.

## Stworzone odmiany Bt
| Nazwa odmiany                           | Przeprowadzona modyfikacja | Twórca odmiany (właściciel patentu)                       | Opis                                                                                     | Źródła |
| --------------------------------------- | --- | --------------------------------------------------------- | ---------------------------------------------------------------------------------------- | ------ |
| 281-24-236                              | Dodano gen cry1F gen z Bacillus thuringiensis var. aizawai | DOW AgroSciences LLC                                      | Odporność na szkodniki z rzędu Lepidoptera                                               | [ 10 ] |
| 3006-210-23                             | Dodano gen cry1Ac gen z Bacillus thuringiensis subsp. kurstaki | DOW AgroSciences LLC                                      | Odporność na szkodniki z rzędu Lepidoptera                                               | [ 10 ] |
| 31807/31808                             | Dodano gen cry1Ac gen z Bacillus thuringiensis i gen kodujący nitrylazę z Klebsiella pneumoniae                                                                      | Calgene Inc                                               | Odporność na szkodniki z rzędu Lepidoptera oraz tolerancja na herbicyd, bromoksynil      | [ 10 ] |
| COT102                                  | Dodano gen (VIP3A) z Bacillus thuringiensis, AB88 oraz gen APH4 z E. coli jako marker selekcyjny.                                                                    | Syngenta Seeds, Inc                                       | Odporność na szkodniki z rzędu Lepidoptera                                               | [ 10 ] |
| COT67B                                  | Dodano gen cry1Ab z Bacillus thuringiensis oraz gen APH4 z E. coli jako marker selekcyjny.                                                                           | Syngenta Seeds, Inc                                       | Odporność na szkodniki z rzędu Lepidoptera                                               | [ 10 ] |
| DAS-21Ø23-5 x DAS-24236-5               | Dodano gen cry1F z Bacillus thuringiensis var. aizawai oraz gen cry1Ac z Bacillus thuringiensis subsp. kurstaki (Btk)                                                | DOW AgroSciences LLC                                      | Odporność na szkodniki z rzędu Lepidoptera                                               | [ 10 ] |
| DAS-21Ø23-5 x DAS-24236-5 x MON-Ø1445-2 | Dodano gen cry1F z Bacillus thuringiensis var. aizawai, gen cry1Ac z Bacillus thuringiensis subsp. kurstaki (Btk) oraz gen CP4 epsps z Agrobacterium tumefaciens CP4 | DOW AgroSciences LLC                                      | Odporność na szkodniki z rzędu Lepidoptera oraz tolerancja na herbicyd, glifosat         | [ 10 ] |
| DAS-21Ø23-5 x DAS-24236-5 x MON88913    | Dodano gen cry1F z Bacillus thuringiensis var. aizawai oraz gen cry1Ac z Bacillus thuringiensis subsp. kurstaki (Btk)                                                | DOW AgroSciences LLC i Pioneer Hi-Bred International, Inc | Odporność na szkodniki z rzędu Lepidoptera oraz tolerancja na herbicyd, glifosat         | [ 10 ] |
| Event-1                                 | Dodano gen cry1Ac z Bacillus thuringiensis subsp. kurstaki (Btk) | JK Agri Genetics Ltd (Indie)                              | Odporność na szkodniki z rzędu Lepidoptera                                               | [ 10 ] |
| LLCotton25 x MON15985                   | Dodano gen cry2Ab2 z Bacillus thuringiensis subsp. kurstaki (Btk) oraz cry1Ac z Bacillus thuringiensis                                                               | Bayer CropScience (Aventis CropScience (AgrEvo))          | Odporność na szkodniki z rzędu Lepidoptera oraz tolerancja na herbicyd, glufosynat amonu | [ 10 ] |
| MON 15985                               | Dodano gen cry2Ab2 oraz cry1Ac z Bacillus thuringiensis subsp. kurstaki                                                                                              | Monsanto Company                                          | Odporność na szkodniki z rzędu Lepidoptera                                               | [ 10 ] |
| MON-15985-7 x MON-Ø1445-2               | Dodano cry1Ac z Bacillus thuringiensis subsp. kurstaki i cry2Ab z Bacillus thuringiensis oraz gen CP4 epsps z Agrobacterium tumefaciens CP4                          | Monsanto Company                                          | Odporność na szkodniki z rzędu Lepidoptera oraz tolerancja na herbicyd, glifosat         | [ 10 ] |
| MON-ØØ531-6 x MON-Ø1445-2               | Dodano cry1Ac z Bacillus thuringiensis subsp. kurstaki oraz gen CP4 epsps z Agrobacterium tumefaciens CP4                                                            | Monsanto Company                                          | Odporność na szkodniki z rzędu Lepidoptera oraz tolerancja na herbicyd, glifosat         | [ 10 ] |
| MON15985 x MON88913                     | Dodano cry1Ac z Bacillus thuringiensis subsp. kurstaki oraz podwójnie gen CP4 epsps z Agrobacterium tumefaciens CP4                                                  | Monsanto Company                                          | Odporność na szkodniki z rzędu Lepidoptera oraz tolerancja na herbicyd, glifosat         | [ 10 ] |
| MON531/757/1076                         | Dodano gen cry1Ac z Bacillus thuringiensis subsp. kurstaki (Btk) | Monsanto Company                                          | Odporność na szkodniki z rzędu Lepidoptera                                               | [ 10 ] |